# 5-Chlorcytosin
5-Chlorcytosin ist eine heterocyclische organische Verbindung mit einem Pyrimidingrundgerüst. Es ist ein Derivat der Nukleinbase Cytosin mit einem zusätzlichen Chlor an Position 5.
Die Verbindung wurde in Lachsspermien DNA nachgewiesen.